# Amolops gerbillus
Amolops gerbillus är en groddjursart som först beskrevs av Annandale 1912.  Amolops gerbillus ingår i släktet Amolops och familjen egentliga grodor. Inga underarter finns listade i Catalogue of Life.
Arten förekommer i delstaterna Meghalaya, Arunachal Pradesh, Assam, Nagaland och West Bengal i nordöstra Indien samt i angränsande områden av Myanmar och Bangladesh. Avskilda populationer lever i östra Nepal och södra Kina (autonom provins Tibet). Utbredningsområdet ligger 100 till 1700 meter över havet.
Individerna vistas nära vattendrag och äggens samt grodynglens utveckling sker i vattnet. Äggen fästs ofta på stenar.
Vattenföroreningar påverkar beståndet negativt. I regionen ligger Mouling nationalpark och minst en annan skyddszon. IUCN listar arten sedan 2004 som livskraftig (LC) men tillägger att klassificeringen behöver översyn.